# IC 154
IC 154 је спирална галаксија у сазвјежђу Рибе која се налази на листи објеката дубоког неба у Индекс каталогу.
Деклинација објекта је + 10° 38' 59" а ректасцензија 1h 45m 16,2s. Привидна величина (магнитуда) објекта IC 154 износи 13,8 а фотографска магнитуда 14,6. IC 154 је још познат и под ознакама UGC 1229, MCG 2-5-23, CGCG 437-21, NPM1G +10.0062, PGC 6439.